# Sisters Where
Sisters Where ist ein Jazzalbum von Joëlle Léandre und Nicole Mitchell. Die am 20. Februar 2013 in den Räumen des Labels in Paris entstandenen Aufnahmen erschienen im April 2014 auf RogueArt.

## Hintergrund
Sisters Where ist ein Duettalbum, das einen Auftritt der beiden Künstlerinnen 2013 in Paris dokumentiert. Es ist nicht ihre erste Zusammenarbeit; Leandre und Mitchell hatten bereits drei Jahre zuvor als Duo bei Before After (Rogue Art, 2011) zusammengearbeitet. Zudem haben sie mit Thomas Buckner das Album Flowing Stream (Leo Records, 2014) eingespielt, ein Mitschnitt vom New Yorker Vision Fest im Jahr 2012.

## Titelliste
- Joëlle Léandre – Nicole Mitchell – Sisters Where (Rogueart ROG-0055)[1]

1. Sisters on Venus 6:51
2. Sisters on Uranus 9:22
3. Sisters on Mercury 8:39
4. Sisters on Mars 6:13
5. Sisters on Saturn 8:18
6. Back on Earth 3:07

Die Kompositionen stammen von Joëlle Léandre und Nicole Mitchell.

## Rezeption

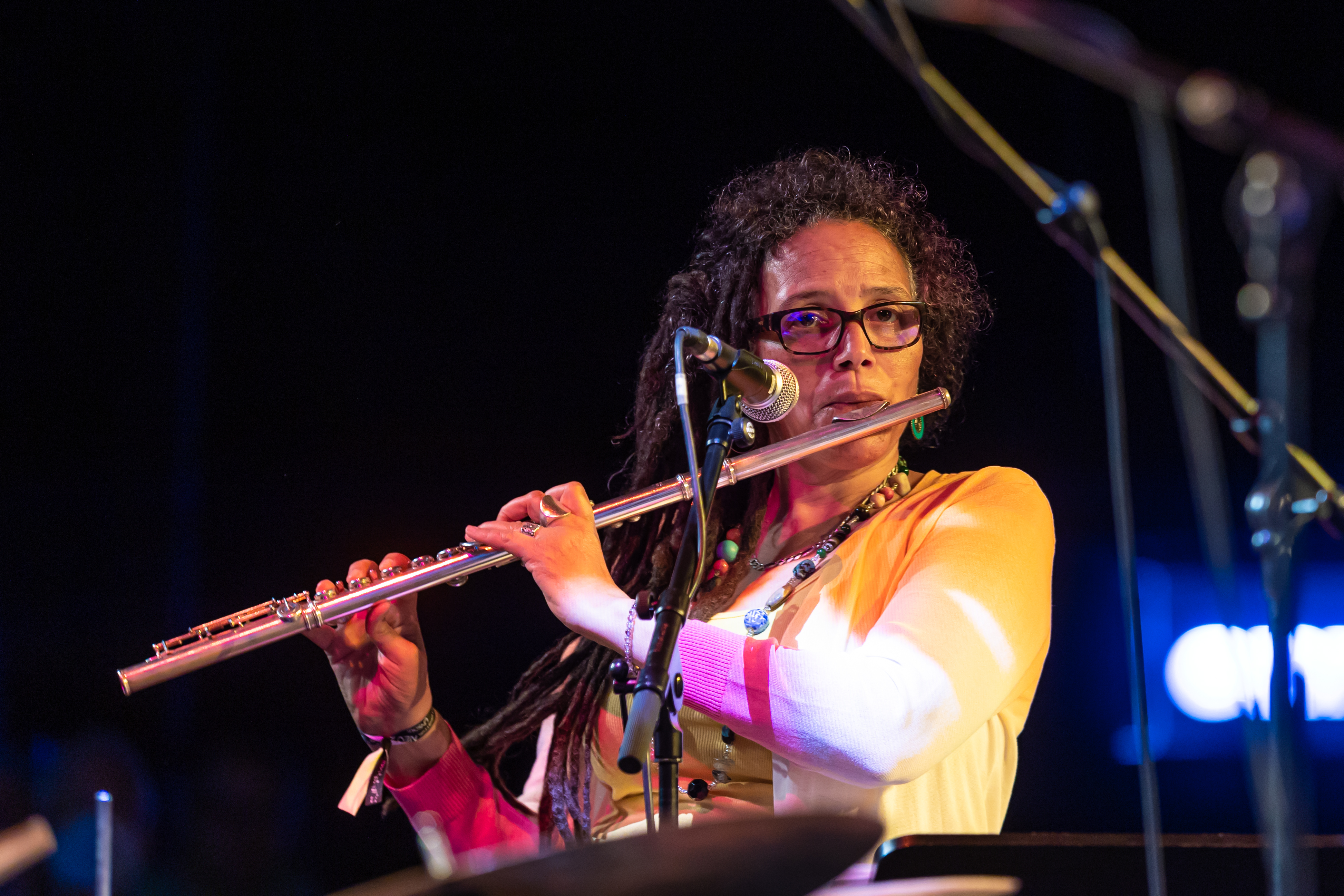
Nicole Mitchell beim Moers festival 2022

Ein bleibendes Merkmal dieses Duos sei der attraktive Gegensatz von hohen und tiefen Enden, die durch ihre jeweiligen Achsen dargestellt werden, obwohl Léandre diese Kluft natürlich mit ihrer virtuosen Bogenführung mühelos überwinden könne, meinte John Sharpe in All About Jazz. Was außerdem dazu beitrage, dass die Session so gut funktioniere, sei, dass jede Musikerin neben erweiterten Techniken eine gesunde Portion Lyrik in ihren Diskurs einbeziehe. Aber es sei letztlich beider Sinn für Spaß an der Improvisation, der das untergrabe, was gelegentlich als zurückhaltendes klassisches Konzert wirken könnte.
Berühmt für ihre einzigartige Synthese aus Flötenspiel und Stimme, die sie so miteinander verbinde, dass sie kaum voneinander zu trennen sei, gehe Mitchell fast über ihr Instrument hinaus, urteilte Sharpe weiter. Léandre ihrerseits würde Schwung und unaufhörliche Variationsbreite mit tiefer Resonanz mischen, während ihr Gesang eine weitere Ebene der Möglichkeiten hinzufüge, ohne jemals in überhebliche Theatralik abzudriften. Im Tandem würden beide eine gewinnbringende Kombination schaffen, sei es durch Einheit in konvergierenden Phrasen oder durch Trennung durch freilaufenden Kontrapunkt, wie bei einem Pas de deux im zeitgenössischen Tanz.
Was bedeute „absichtlich“, „vorbereitet“, „festgelegt durch stillschweigende Konvention“? Nichts oder so gut wie nichts, egal: Diese beiden Virtuosen hätten nichts mit ihrer Virtuosität zu tun, wenn sie sie nicht in den Dienst von Entwicklungen stellten, schrieb Francois-René Simon in den Liner Notes.